# تيدي يب
تيدي يب (بالإندونيسية: Teddy Yip)‏ هو شخصية أعمال إندونيسي، ولد في 2 يونيو 1907 في ميدان في إندونيسيا، وتوفي في 11 يوليو 2003 في هونغ كونغ في الصين.